# 李奎甲
李 奎甲（イ・ギュガプ、朝鮮語: 이규갑、1887年11月5日または1888年11月5日または11月15日または11月25日 - 1970年3月20日）は、日本統治時代の朝鮮および大韓民国の監理会の牧師、教育者、独立運動家、政治家。第2代韓国国会議員。
本貫は徳水李氏で、李舜臣の10世孫である。字は元瑞、号は雲湖。先妻は独立運動家の李愛羅（別名李愛日羅、本名李心淑）、後妻は金愛羅、三男は李甲成の娘婿である。

## 経歴
京畿道楊州郡または京畿道楊平郡または忠清南道牙山郡出身。漢城師範学校、協成神学校卒。早稲田大学修学。1907年から洪州義兵運糧官、永明女学校教員、公州女子夜学校設立者、平壌キリスト病院・南山峴教会伝道師、礼城学校・箕城学校校長などを歴任した。1919年、洪震らと臨時政府樹立のための国民会議中央代表として仁川で「十三道代表者会議」を開催しようとしたが中止され、その後漢城政府の樹立に参加した。上海亡命後は京城独立団本部上海特派員、上海臨時政府臨時議政院議員、請願法律審査委員会委員、大韓赤十字会会員、黒竜江省三一学校教員、愛国青年血誠団組織者、在ウラジオストク米国南監理会牧師、ロシア・中国国境雲拉間独立士官学校校長を務めた。帰国後は1929年から新幹会京東支部設立者・執行委員長を務めたが、同会解消後は各地でキリスト教朝鮮監理会の牧師として活動した。光復後はキリスト教建国伝道団副団長、選挙対策委員会審査委員長、大同青年団後援会常務監事、建国準備委員会財務部長、朝鮮監理会維持委員会委員長、大韓国民党中央監察委員長、社団法人博愛院副理事長、国会文教社会分科委員長、殉国先烈遺族調査委員長、忠国烈士記念事業会会長、大韓キリスト教反共委員会委員長、5月同志会長、民主共和党議長顧問を務めた。1962年の三一節に建国勲章独立章を受章した。
1970年3月20日、ソウル市東大門区の自宅で死去。享年82。遺体安置所には丁一権国務総理などが訪れ、社会葬の準備委員長は郭尚勲が務めた。